# Eleições autárquicas de 2021 em Portalegre
As eleições autárquicas de 2021 serviram para eleger os diferentes órgãos do poder local autárquico do concelho de Portalegre.
A coligação PSD-CDS, encabeçada por Fermelinda Carvalho, foi a grande vencedora das eleições autárquicas no concelho. Com 38,39% dos votos e 3 vereadores, a coligação liderada pelo PSD voltou a recuperar uma câmara que tinha perdido em 2013.
O Partido Socialista manteve-se como o segundo maior partido, sendo incapaz de recuperar uma câmara que perdeu em 2001, ao ficar-se pelos 25,35% dos votos e 2 vereadores.
A grande derrotada das eleições foi Adelaide Teixeira, autarca em funções desde 2013, que viu o seu movimento independente a ser relegado para a terceira posição, conseguindo 25,12% dos votos e 2 vereadores.
Por fim, a outra derrotada destas eleições foi a Coligação Democrática Unitária que perdeu o vereador que detinha, ao obter pouco mais de 6% dos votos.

## Candidatos
| Lista | Lista                                           | Candidato           |
| ----- | ----------------------------------------------- | ------------------- |
|       | Candidatura Livre e Independente por Portalegre | Adelaide Teixeira   |
|       | Partido Socialista                              | Luís Testa          |
|       | Coligação Democrática Unitária                  | Hugo Capote         |
|       | PSD-CDS                                         | Fermelinda Carvalho |
|       | Bloco de Esquerda                               | António Ricardo     |
|       | CHEGA                                           | Luís Lupi           |

## Resultados Oficiais
Os resultados nas eleições autárquicas de 2021 no concelho de Portalegre para os diferentes órgãos do poder local foram os seguintes:

### Câmara Municipal
| Partido                 | Partido                                         | Votos  | %               | +/-   | Vereadores | +/-     |
| ----------------------- | ----------------------------------------------- | ------ | --------------- | ----- | ---------- | ------- |
|                         | PSD-CDS                                         | 4 993  | 38,39 / 100,00  | -     | 3 / 7      | -       |
|                         | Partido Socialista                              | 3 297  | 25,35 / 100,00  | 3,54  | 2 / 7      | Estável |
|                         | Candidatura Livre e Independente por Portalegre | 3 267  | 25,12 / 100,00  | 6,48  | 2 / 7      | 1       |
|                         | Coligação Democrática Unitária                  | 853    | 6,56 / 100,00   | 11,66 | 0 / 7      | 1       |
|                         | CHEGA                                           | 253    | 1,95 / 100,00   | Novo  | 0 / 7      | Novo    |
|                         | Bloco de Esquerda                               | 53     | 0,41 / 100,00   | 0,52  | 0 / 7      | Estável |
| Votos Inválidos         | Votos Inválidos                                 | 289    | 2,22 / 100,00   | 0,79  |            |         |
| Total                   | Total                                           | 13 005 | 100,00 / 100,00 |       | 7 / 7      |         |
| Eleitorado/Participação | Eleitorado/Participação                         | 20 033 | 64,92 / 100,00  | 1,73  |            |         |

### Assembleia Municipal
| Partido                 | Partido                                         | Votos  | %               | +/-  | Deputados | +/-     |
| ----------------------- | ----------------------------------------------- | ------ | --------------- | ---- | --------- | ------- |
|                         | PSD-CDS                                         | 4 476  | 34,42 / 100,00  | -    | 8 / 21    | -       |
|                         | Partido Socialista                              | 3 671  | 28,23 / 100,00  | 1,08 | 7 / 21    | Estável |
|                         | Candidatura Livre e Independente por Portalegre | 3 004  | 23,10 / 100,00  | 5,46 | 5 / 21    | 2       |
|                         | Coligação Democrática Unitária                  | 1 028  | 7,91 / 100,00   | 9,96 | 1 / 21    | 3       |
|                         | CHEGA                                           | 389    | 2,99 / 100,00   | Novo | 0 / 21    | Novo    |
|                         | Bloco de Esquerda                               | 85     | 0,65 / 100,00   | 0,78 | 0 / 21    | Estável |
| Votos Inválidos         | Votos Inválidos                                 | 351    | 2,70 / 100,00   | 1,25 |           |         |
| Total                   | Total                                           | 13 004 | 100,00 / 100,00 |      | 21 / 21   |         |
| Eleitorado/Participação | Eleitorado/Participação                         | 20 033 | 64,91 / 100,00  | 1,73 |           |         |

### Juntas de Freguesia
| Partido                 | Partido                        | Votos  | %               | +/-  | Presidentes | +/-     | Mandatos | +/-     |
| ----------------------- | ------------------------------ | ------ | --------------- | ---- | ----------- | ------- | -------- | ------- |
|                         | PSD-CDS                        | 4 168  | 32,05 / 100,00  | -    | 2 / 7       | -       | 21 / 63  | -       |
|                         | Partido Socialista             | 3 771  | 29,00 / 100,00  | 1,08 | 1 / 7       | 2       | 21 / 63  | 1       |
|                         | Grupo de Cidadãos              | 3 412  | 26,24 / 100,00  | 2,64 | 4 / 7       | 1       | 20 / 63  | 4       |
|                         | Coligação Democrática Unitária | 1 016  | 7,81 / 100,00   | 9,39 | 0 / 7       | Estável | 1 / 63   | 2       |
|                         | CHEGA                          | 218    | 1,68 / 100,00   | Novo | 0 / 7       | Novo    | 0 / 63   | Novo    |
|                         | Bloco de Esquerda              | 59     | 0,45 / 100,00   | 0,44 | 0 / 7       | Estável | 0 / 63   | Estável |
| Votos Inválidos         | Votos Inválidos                | 360    | 2,77 / 100,00   | 0,83 |             |         |          |         |
| Total                   | Total                          | 13 004 | 100,00 / 100,00 |      | 7 / 7       |         | 63 / 63  |         |
| Eleitorado/Participação | Eleitorado/Participação        | 20 033 | 64,91 / 100,00  | 1,72 |             |         |          |         |

## Resultados por Freguesia

### Câmara Municipal
| Freguesia                   | %        | %     | %     | %    | %    | %    | Votantes |
| Freguesia                   | PSD- CDS | PS    | CLIP  | CDU  | CH   | BE   | Votantes |
| --------------------------- | -------- | ----- | ----- | ---- | ---- | ---- | -------- |
| Freguesia                   |          |       |       |      |      |      | Votantes |
| Alagoa                      | 24,55    | 29,16 | 39,13 | 2,30 | 0,77 | 0    | 391      |
| Alegrete                    | 49,57    | 20,72 | 23,10 | 1,74 | 0,98 | 0    | 922      |
| Fortios                     | 41,94    | 22,06 | 23,05 | 8,21 | 1,88 | 0,49 | 1 011    |
| Reguengo e São Julião       | 35,43    | 20,50 | 37,59 | 2,16 | 1,26 | 0,36 | 556      |
| Ribeira de Nisa e Carreiras | 36,29    | 20,38 | 32,48 | 5,90 | 2,38 | 0,38 | 1 050    |
| Sé e São Lourenço           | 36,77    | 26,66 | 24,01 | 8,03 | 2,22 | 0,50 | 8 004    |
| Urra                        | 46,22    | 28,66 | 18,30 | 2,61 | 1,12 | 0,19 | 1 071    |
| Portalegre                  | 38,39    | 25,35 | 25,12 | 6,56 | 1,95 | 0,41 | 13 005   |

#### Alagoa
| Partido                 | Partido                                         | Votos | %               | +/-   |
| ----------------------- | ----------------------------------------------- | ----- | --------------- | ----- |
|                         | Candidatura Livre e Independente por Portalegre | 153   | 39,13 / 100,00  | 18,56 |
|                         | Partido Socialista                              | 114   | 29,16 / 100,00  | 14,54 |
|                         | PSD-CDS                                         | 96    | 24,55 / 100,00  | -     |
|                         | Coligação Democrática Unitária                  | 9     | 2,30 / 100,00   | 4,38  |
|                         | CHEGA                                           | 3     | 0,77 / 100,00   | Novo  |
|                         | Bloco de Esquerda                               | 0     | 0,00 / 100,00   | 0,26  |
| Votos Inválidos         | Votos Inválidos                                 | 16    | 4,09 / 100,00   | 1,00  |
| Total                   | Total                                           | 391   | 100,00 / 100,00 |       |
| Eleitorado/Participação | Eleitorado/Participação                         | 488   | 80,12 / 100,00  | 5,60  |

#### Alegrete
| Partido                 | Partido                                         | Votos | %               | +/-   |
| ----------------------- | ----------------------------------------------- | ----- | --------------- | ----- |
|                         | PSD-CDS                                         | 457   | 49,57 / 100,00  | -     |
|                         | Candidatura Livre e Independente por Portalegre | 213   | 23,10 / 100,00  | 25,93 |
|                         | Partido Socialista                              | 191   | 20,72 / 100,00  | 4,41  |
|                         | Coligação Democrática Unitária                  | 16    | 1,74 / 100,00   | 3,75  |
|                         | CHEGA                                           | 9     | 0,98 / 100,00   | Novo  |
|                         | Bloco de Esquerda                               | 0     | 0,00 / 100,00   | 1,12  |
| Votos Inválidos         | Votos Inválidos                                 | 36    | 3,90 / 100,00   | 0,16  |
| Total                   | Total                                           | 922   | 100,00 / 100,00 |       |
| Eleitorado/Participação | Eleitorado/Participação                         | 1 305 | 70,65 / 100,00  | 0,39  |

#### Fortios
| Partido                 | Partido                                         | Votos | %               | +/-  |
| ----------------------- | ----------------------------------------------- | ----- | --------------- | ---- |
|                         | PSD-CDS                                         | 424   | 41,94 / 100,00  | -    |
|                         | Candidatura Livre e Independente por Portalegre | 233   | 23,05 / 100,00  | 8,07 |
|                         | Partido Socialista                              | 223   | 22,06 / 100,00  | 7,21 |
|                         | Coligação Democrática Unitária                  | 83    | 8,21 / 100,00   | 7,95 |
|                         | CHEGA                                           | 19    | 1,88 / 100,00   | Novo |
|                         | Bloco de Esquerda                               | 5     | 0,49 / 100,00   | 0,21 |
| Votos Inválidos         | Votos Inválidos                                 | 24    | 2,37 / 100,00   | 1,23 |
| Total                   | Total                                           | 1 011 | 100,00 / 100,00 |      |
| Eleitorado/Participação | Eleitorado/Participação                         | 1 569 | 64,44 / 100,00  | 3,59 |

#### Reguengo e São Julião
| Partido                 | Partido                                         | Votos | %               | +/-   |
| ----------------------- | ----------------------------------------------- | ----- | --------------- | ----- |
|                         | Candidatura Livre e Independente por Portalegre | 209   | 37,59 / 100,00  | 15,38 |
|                         | PSD-CDS                                         | 197   | 35,43 / 100,00  | -     |
|                         | Partido Socialista                              | 114   | 20,50 / 100,00  | 1,97  |
|                         | Coligação Democrática Unitária                  | 12    | 2,16 / 100,00   | 5,18  |
|                         | CHEGA                                           | 7     | 1,26 / 100,00   | Novo  |
|                         | Bloco de Esquerda                               | 2     | 0,36 / 100,00   | 0,12  |
| Votos Inválidos         | Votos Inválidos                                 | 15    | 2,70 / 100,00   | 0,62  |
| Total                   | Total                                           | 556   | 100,00 / 100,00 |       |
| Eleitorado/Participação | Eleitorado/Participação                         | 776   | 71,65 / 100,00  | 2,06  |

#### Ribeira de Nisa e Carreiras
| Partido                 | Partido                                         | Votos | %               | +/-   |
| ----------------------- | ----------------------------------------------- | ----- | --------------- | ----- |
|                         | PSD-CDS                                         | 381   | 36,29 / 100,00  | -     |
|                         | Candidatura Livre e Independente por Portalegre | 341   | 32,48 / 100,00  | 13,04 |
|                         | Partido Socialista                              | 214   | 20,38 / 100,00  | 1,96  |
|                         | Coligação Democrática Unitária                  | 62    | 5,90 / 100,00   | 8,03  |
|                         | CHEGA                                           | 25    | 2,38 / 100,00   | Novo  |
|                         | Bloco de Esquerda                               | 4     | 0,38 / 100,00   | 0,57  |
| Votos Inválidos         | Votos Inválidos                                 | 23    | 2,19 / 100,00   | 0,58  |
| Total                   | Total                                           | 1 050 | 100,00 / 100,00 |       |
| Eleitorado/Participação | Eleitorado/Participação                         | 1 457 | 72,07 / 100,00  | 3,80  |

#### Sé e São Lourenço
| Partido                 | Partido                                         | Votos  | %               | +/-   |
| ----------------------- | ----------------------------------------------- | ------ | --------------- | ----- |
|                         | PSD-CDS                                         | 2 943  | 36,77 / 100,00  | -     |
|                         | Partido Socialista                              | 2 134  | 26,66 / 100,00  | 2,15  |
|                         | Candidatura Livre e Independente por Portalegre | 1 922  | 24,01 / 100,00  | 3,57  |
|                         | Coligação Democrática Unitária                  | 643    | 8,03 / 100,00   | 15,16 |
|                         | CHEGA                                           | 178    | 2,22 / 100,00   | Novo  |
|                         | Bloco de Esquerda                               | 40     | 0,50 / 100,00   | 0,62  |
| Votos Inválidos         | Votos Inválidos                                 | 144    | 1,79 / 100,00   | 0,92  |
| Total                   | Total                                           | 8 004  | 100,00 / 100,00 |       |
| Eleitorado/Participação | Eleitorado/Participação                         | 12 929 | 61,91 / 100,00  | 2,33  |

#### Urra
| Partido                 | Partido                                         | Votos | %               | +/-   |
| ----------------------- | ----------------------------------------------- | ----- | --------------- | ----- |
|                         | PSD-CDS                                         | 495   | 46,22 / 100,00  | -     |
|                         | Partido Socialista                              | 307   | 28,66 / 100,00  | 13,72 |
|                         | Candidatura Livre e Independente por Portalegre | 196   | 18,30 / 100,00  | 6,97  |
|                         | Coligação Democrática Unitária                  | 28    | 2,61 / 100,00   | 6,98  |
|                         | CHEGA                                           | 12    | 1,12 / 100,00   | Novo  |
|                         | Bloco de Esquerda                               | 2     | 0,19 / 100,00   | 0,26  |
| Votos Inválidos         | Votos Inválidos                                 | 31    | 2,90 / 100,00   | 0,77  |
| Total                   | Total                                           | 1 071 | 100,00 / 100,00 |       |
| Eleitorado/Participação | Eleitorado/Participação                         | 1 509 | 70,97 / 100,00  | 0,38  |

### Assembleia Municipal
| Freguesia                   | %        | %     | %     | %    | %    | %    | Votantes |
| Freguesia                   | PSD- CDS | PS    | CLIP  | CDU  | CH   | BE   | Votantes |
| --------------------------- | -------- | ----- | ----- | ---- | ---- | ---- | -------- |
| Freguesia                   |          |       |       |      |      |      | Votantes |
| Alagoa                      | 21,23    | 34,27 | 35,81 | 2,30 | 1,02 | 0    | 391      |
| Alegrete                    | 43,82    | 23,86 | 24,08 | 2,28 | 1,95 | 0,11 | 922      |
| Fortios                     | 38,48    | 24,13 | 21,17 | 9,50 | 3,17 | 0,69 | 1 011    |
| Reguengo e São Julião       | 32,01    | 21,76 | 37,95 | 3,06 | 1,62 | 0,54 | 556      |
| Ribeira de Nisa e Carreiras | 32,86    | 22,38 | 31,33 | 7,24 | 2,76 | 0,67 | 1 050    |
| Sé e São Lourenço           | 33,03    | 29,51 | 21,60 | 9,52 | 3,30 | 0,76 | 8 003    |
| Urra                        | 40,52    | 33,15 | 14,85 | 4,39 | 3,08 | 0,56 | 1 071    |
| Portalegre                  | 34,42    | 28,23 | 23,10 | 7,91 | 2,99 | 0,65 | 13 004   |

#### Alagoa
| Partido                 | Partido                                         | Votos | %               | +/-     |
| ----------------------- | ----------------------------------------------- | ----- | --------------- | ------- |
|                         | Candidatura Livre e Independente por Portalegre | 140   | 35,81 / 100,00  | 19,36   |
|                         | Partido Socialista                              | 134   | 34,27 / 100,00  | 13,54   |
|                         | PSD-CDS                                         | 83    | 21,23 / 100,00  | -       |
|                         | Coligação Democrática Unitária                  | 9     | 2,30 / 100,00   | 5,16    |
|                         | CHEGA                                           | 4     | 1,02 / 100,00   | Novo    |
|                         | Bloco de Esquerda                               | 0     | 0,00 / 100,00   | Estável |
| Votos Inválidos         | Votos Inválidos                                 | 21    | 5,37 / 100,00   | 1,26    |
| Total                   | Total                                           | 391   | 100,00 / 100,00 |         |
| Eleitorado/Participação | Eleitorado/Participação                         | 488   | 80,12 / 100,00  | 5,60    |

#### Alegrete
| Partido                 | Partido                                         | Votos | %               | +/-   |
| ----------------------- | ----------------------------------------------- | ----- | --------------- | ----- |
|                         | PSD-CDS                                         | 404   | 43,82 / 100,00  | -     |
|                         | Candidatura Livre e Independente por Portalegre | 222   | 24,08 / 100,00  | 24,04 |
|                         | Partido Socialista                              | 220   | 23,86 / 100,00  | 2,49  |
|                         | Coligação Democrática Unitária                  | 21    | 2,28 / 100,00   | 2,91  |
|                         | CHEGA                                           | 18    | 1,95 / 100,00   | Novo  |
|                         | Bloco de Esquerda                               | 1     | 0,11 / 100,00   | 1,01  |
| Votos Inválidos         | Votos Inválidos                                 | 36    | 3,91 / 100,00   | 0,45  |
| Total                   | Total                                           | 922   | 100,00 / 100,00 |       |
| Eleitorado/Participação | Eleitorado/Participação                         | 1 305 | 70,65 / 100,00  | 0,39  |

#### Fortios
| Partido                 | Partido                                         | Votos | %               | +/-  |
| ----------------------- | ----------------------------------------------- | ----- | --------------- | ---- |
|                         | PSD-CDS                                         | 389   | 38,48 / 100,00  | -    |
|                         | Partido Socialista                              | 244   | 24,13 / 100,00  | 5,23 |
|                         | Candidatura Livre e Independente por Portalegre | 214   | 21,17 / 100,00  | 5,70 |
|                         | Coligação Democrática Unitária                  | 96    | 9,50 / 100,00   | 6,20 |
|                         | CHEGA                                           | 32    | 3,17 / 100,00   | Novo |
|                         | Bloco de Esquerda                               | 7     | 0,69 / 100,00   | 0,04 |
| Votos Inválidos         | Votos Inválidos                                 | 29    | 2,87 / 100,00   | 1,84 |
| Total                   | Total                                           | 1 011 | 100,00 / 100,00 |      |
| Eleitorado/Participação | Eleitorado/Participação                         | 1 569 | 64,44 / 100,00  | 3,59 |

#### Reguengo e São Julião
| Partido                 | Partido                                         | Votos | %               | +/-   |
| ----------------------- | ----------------------------------------------- | ----- | --------------- | ----- |
|                         | Candidatura Livre e Independente por Portalegre | 211   | 37,95 / 100,00  | 12,40 |
|                         | PSD-CDS                                         | 178   | 32,01 / 100,00  | -     |
|                         | Partido Socialista                              | 121   | 21,76 / 100,00  | 2,70  |
|                         | Coligação Democrática Unitária                  | 17    | 3,06 / 100,00   | 5,16  |
|                         | CHEGA                                           | 9     | 1,62 / 100,00   | Novo  |
|                         | Bloco de Esquerda                               | 3     | 0,54 / 100,00   | 0,19  |
| Votos Inválidos         | Votos Inválidos                                 | 17    | 3,06 / 100,00   | 0,61  |
| Total                   | Total                                           | 556   | 100,00 / 100,00 |       |
| Eleitorado/Participação | Eleitorado/Participação                         | 776   | 71,65 / 100,00  | 2,06  |

#### Ribeira de Nisa e Carreiras
| Partido                 | Partido                                         | Votos | %               | +/-   |
| ----------------------- | ----------------------------------------------- | ----- | --------------- | ----- |
|                         | PSD-CDS                                         | 345   | 32,86 / 100,00  | -     |
|                         | Candidatura Livre e Independente por Portalegre | 329   | 31,33 / 100,00  | 10,94 |
|                         | Partido Socialista                              | 235   | 22,38 / 100,00  | 4,63  |
|                         | Coligação Democrática Unitária                  | 76    | 7,24 / 100,00   | 6,21  |
|                         | CHEGA                                           | 29    | 2,76 / 100,00   | Novo  |
|                         | Bloco de Esquerda                               | 7     | 0,67 / 100,00   | 1,72  |
| Votos Inválidos         | Votos Inválidos                                 | 29    | 2,76 / 100,00   | 1,34  |
| Total                   | Total                                           | 1 050 | 100,00 / 100,00 |       |
| Eleitorado/Participação | Eleitorado/Participação                         | 1 457 | 72,07 / 100,00  | 3,80  |

#### Sé e São Lourenço
| Partido                 | Partido                                         | Votos  | %               | +/-   |
| ----------------------- | ----------------------------------------------- | ------ | --------------- | ----- |
|                         | PSD-CDS                                         | 2 643  | 33,03 / 100,00  | -     |
|                         | Partido Socialista                              | 2 362  | 29,51 / 100,00  | 0,63  |
|                         | Candidatura Livre e Independente por Portalegre | 1 729  | 21,60 / 100,00  | 3,00  |
|                         | Coligação Democrática Unitária                  | 762    | 9,52 / 100,00   | 13,23 |
|                         | CHEGA                                           | 264    | 3,30 / 100,00   | Novo  |
|                         | Bloco de Esquerda                               | 61     | 0,76 / 100,00   | 0,87  |
| Votos Inválidos         | Votos Inválidos                                 | 182    | 2,27 / 100,00   | 1,57  |
| Total                   | Total                                           | 8 003  | 100,00 / 100,00 |       |
| Eleitorado/Participação | Eleitorado/Participação                         | 12 929 | 61,90 / 100,00  | 2,33  |

#### Urra
| Partido                 | Partido                                         | Votos | %               | +/-   |
| ----------------------- | ----------------------------------------------- | ----- | --------------- | ----- |
|                         | PSD-CDS                                         | 434   | 40,52 / 100,00  | -     |
|                         | Partido Socialista                              | 355   | 33,15 / 100,00  | 11,38 |
|                         | Candidatura Livre e Independente por Portalegre | 159   | 14,85 / 100,00  | 6,66  |
|                         | Coligação Democrática Unitária                  | 47    | 4,39 / 100,00   | 4,66  |
|                         | CHEGA                                           | 33    | 3,08 / 100,00   | Novo  |
|                         | Bloco de Esquerda                               | 6     | 0,56 / 100,00   | 0,60  |
| Votos Inválidos         | Votos Inválidos                                 | 37    | 3,46 / 100,00   | 0,93  |
| Total                   | Total                                           | 1 071 | 100,00 / 100,00 |       |
| Eleitorado/Participação | Eleitorado/Participação                         | 1 509 | 70,97 / 100,00  | 0,38  |

### Juntas de Freguesia

#### Alagoa
| Partido                 | Partido                                         | Votos | %               | +/-   | Mandatos | +/-     |
| ----------------------- | ----------------------------------------------- | ----- | --------------- | ----- | -------- | ------- |
|                         | Candidatura Livre e Independente por Portalegre | 161   | 41,18 / 100,00  | 36,55 | 3 / 7    | 3       |
|                         | Partido Socialista                              | 160   | 40,92 / 100,00  | 14,09 | 3 / 7    | 1       |
|                         | PSD-CDS                                         | 45    | 11,51 / 100,00  | -     | 1 / 7    | -       |
|                         | Coligação Democrática Unitária                  | 4     | 1,02 / 100,00   | 0,25  | 0 / 7    | Estável |
| Votos Inválidos         | Votos Inválidos                                 | 21    | 5,37 / 100,00   | 0,23  |          |         |
| Total                   | Total                                           | 391   | 100,00 / 100,00 |       | 7 / 7    |         |
| Eleitorado/Participação | Eleitorado/Participação                         | 488   | 80,12 / 100,00  | 5,60  |          |         |

#### Alegrete
| Partido                 | Partido                                         | Votos | %               | +/-   | Mandatos | +/-     |
| ----------------------- | ----------------------------------------------- | ----- | --------------- | ----- | -------- | ------- |
|                         | Candidatura Livre e Independente por Portalegre | 319   | 34,60 / 100,00  | 20,23 | 3 / 9    | 3       |
|                         | PSD-CDS                                         | 280   | 30,37 / 100,00  | -     | 3 / 9    | -       |
|                         | Partido Socialista                              | 268   | 29,07 / 100,00  | 3,23  | 3 / 9    | 1       |
|                         | Coligação Democrática Unitária                  | 18    | 1,95 / 100,00   | 0,53  | 0 / 9    | Estável |
| Votos Inválidos         | Votos Inválidos                                 | 37    | 4,02 / 100,00   | 1,07  |          |         |
| Total                   | Total                                           | 922   | 100,00 / 100,00 |       | 9 / 9    |         |
| Eleitorado/Participação | Eleitorado/Participação                         | 1 305 | 70,65 / 100,00  | 0,39  |          |         |

#### Fortios
| Partido                 | Partido                                         | Votos | %               | +/-  | Mandatos | +/-     |
| ----------------------- | ----------------------------------------------- | ----- | --------------- | ---- | -------- | ------- |
|                         | PSD-CDS                                         | 499   | 49,36 / 100,00  | -    | 5 / 9    | -       |
|                         | Candidatura Livre e Independente por Portalegre | 239   | 23,64 / 100,00  | 5,82 | 2 / 9    | 1       |
|                         | Partido Socialista                              | 196   | 19,39 / 100,00  | 4,71 | 2 / 9    | Estável |
|                         | Coligação Democrática Unitária                  | 57    | 5,64 / 100,00   | 1,56 | 0 / 9    | Estável |
| Votos Inválidos         | Votos Inválidos                                 | 20    | 1,98 / 100,00   | 1,44 |          |         |
| Total                   | Total                                           | 1 011 | 100,00 / 100,00 |      | 9 / 9    |         |
| Eleitorado/Participação | Eleitorado/Participação                         | 1 569 | 64,44 / 100,00  | 3,59 |          |         |

#### Reguengo e São Julião
| Partido                 | Partido                                         | Votos | %               | +/-   | Mandatos | +/-     |
| ----------------------- | ----------------------------------------------- | ----- | --------------- | ----- | -------- | ------- |
|                         | Candidatura Livre e Independente por Portalegre | 271   | 48,74 / 100,00  | 15,95 | 4 / 7    | 1       |
|                         | Partido Socialista                              | 134   | 24,10 / 100,00  | 11,34 | 2 / 7    | 1       |
|                         | PSD-CDS                                         | 127   | 22,84 / 100,00  | -     | 1 / 7    | -       |
|                         | Coligação Democrática Unitária                  | 9     | 1,62 / 100,00   | 0,83  | 0 / 7    | Estável |
| Votos Inválidos         | Votos Inválidos                                 | 15    | 2,70 / 100,00   | 0,27  |          |         |
| Total                   | Total                                           | 556   | 100,00 / 100,00 |       | 7 / 7    |         |
| Eleitorado/Participação | Eleitorado/Participação                         | 776   | 71,65 / 100,00  | 6,06  |          |         |

#### Ribeira de Nisa e Carreiras
| Partido                 | Partido                                         | Votos | %               | +/-   | Mandatos | +/-     |
| ----------------------- | ----------------------------------------------- | ----- | --------------- | ----- | -------- | ------- |
|                         | Candidatura Livre e Independente por Portalegre | 459   | 43,71 / 100,00  | 11,73 | 4 / 9    | 2       |
|                         | PSD-CDS                                         | 284   | 27,05 / 100,00  | -     | 3 / 9    | -       |
|                         | Partido Socialista                              | 229   | 21,81 / 100,00  | 7,50  | 2 / 9    | 1       |
|                         | Coligação Democrática Unitária                  | 56    | 5,33 / 100,00   | 1,16  | 0 / 9    | Estável |
| Votos Inválidos         | Votos Inválidos                                 | 22    | 2,10 / 100,00   | 0,66  |          |         |
| Total                   | Total                                           | 1 050 | 100,00 / 100,00 |       | 9 / 9    |         |
| Eleitorado/Participação | Eleitorado/Participação                         | 1 457 | 72,07 / 100,00  | 3,80  |          |         |

#### Sé e São Lourenço
| Partido                 | Partido                                         | Votos  | %               | +/-   | Mandatos | +/-     |
| ----------------------- | ----------------------------------------------- | ------ | --------------- | ----- | -------- | ------- |
|                         | PSD-CDS                                         | 2 526  | 31,56 / 100,00  | -     | 5 / 13   | -       |
|                         | Partido Socialista                              | 2 275  | 28,43 / 100,00  | 1,34  | 4 / 13   | Estável |
|                         | Candidatura Livre e Independente por Portalegre | 1 861  | 23,25 / 100,00  | 0,24  | 3 / 13   | Estável |
|                         | Coligação Democrática Unitária                  | 855    | 10,68 / 100,00  | 10,72 | 1 / 13   | 2       |
|                         | CHEGA                                           | 218    | 2,72 / 100,00   | Novo  | 0 / 13   | Novo    |
|                         | Bloco de Esquerda                               | 59     | 0,74 / 100,00   | 0,69  | 0 / 13   | Estável |
| Votos Inválidos         | Votos Inválidos                                 | 209    | 2,61 / 100,00   | 1,18  |          |         |
| Total                   | Total                                           | 8 003  | 100,00 / 100,00 |       | 13 / 13  |         |
| Eleitorado/Participação | Eleitorado/Participação                         | 12 929 | 61,90 / 100,00  | 2,31  |          |         |

#### Urra
| Partido                 | Partido                                         | Votos | %               | +/-  | Mandatos | +/-     |
| ----------------------- | ----------------------------------------------- | ----- | --------------- | ---- | -------- | ------- |
|                         | Partido Socialista                              | 509   | 47,53 / 100,00  | 9,28 | 5 / 9    | 1       |
|                         | PSD-CDS                                         | 407   | 38,00 / 100,00  | -    | 3 / 9    | -       |
|                         | Candidatura Livre e Independente por Portalegre | 102   | 9,52 / 100,00   | 3,02 | 1 / 9    | Estável |
|                         | Coligação Democrática Unitária                  | 17    | 1,59 / 100,00   | 1,19 | 0 / 9    | Estável |
| Votos Inválidos         | Votos Inválidos                                 | 36    | 3,36 / 100,00   | 0,22 |          |         |
| Total                   | Total                                           | 1 071 | 100,00 / 100,00 |      | 9 / 9    |         |
| Eleitorado/Participação | Eleitorado/Participação                         | 1 509 | 70,97 / 100,00  | 0,38 |          |         |

| Freguesia                   | 2017-2021 | 2017-2021                | 2017-2021      | 2021-2025 | 2021-2025          | 2021-2025      |
| --------------------------- | --------- | ------------------------ | -------------- | --------- | ------------------ | -------------- |
| Alagoa                      |           | Partido Socialista       | 55,01 / 100,00 |           | Grupo de Cidadãos  | 41,18 / 100,00 |
| Alegrete                    |           | Grupo de Cidadãos        | 54,83 / 100,00 |           | Grupo de Cidadãos  | 34,60 / 100,00 |
| Fortios                     |           | Partido Social Democrata | 32,69 / 100,00 |           | PSD-CDS            | 49,36 / 100,00 |
| Reguengo e São Julião       |           | Grupo de Cidadãos        | 64,69 / 100,00 |           | Grupo de Cidadãos  | 48,74 / 100,00 |
| Ribeira de Nisa e Carreiras |           | Grupo de Cidadãos        | 55,44 / 100,00 |           | Grupo de Cidadãos  | 43,71 / 100,00 |
| Sé e São Lourenço           |           | Partido Socialista       | 29,77 / 100,00 |           | PSD-CDS            | 31,56 / 100,00 |
| Urra                        |           | Partido Socialista       | 56,81 / 100,00 |           | Partido Socialista | 47,53 / 100,00 |